# Primera Orden
La Primera Orden (First Order) es un movimiento militar ficticio y un estado remanente en la franquicia Star Wars, presentado en la película de 2015 El despertar de la Fuerza. Formada tras la caída del Imperio Galáctico tras los acontecimientos de El retorno del Jedi (1983), la Primera Orden busca destruir la  Nueva República y gobernar la galaxia como una dictadura militar autocrática. Es la facción antagónica central de la trilogía secuela. Aparte de las películas, la Primera Orden aparece en varios medios relacionados con Star Wars.
En El despertar de la Fuerza, la Primera Orden está comandada por el Líder Supremo Snoke y es combatida por la Resistencia. El aprendiz de Snoke, Kylo Ren, es el maestro de los Caballeros de Ren, un grupo de guerreros de élite que trabajan con la Primera Orden. En la secuela de 2017, Los últimos Jedi, Ren mata a Snoke y se convierte en el nuevo Líder Supremo. En la película de 2019 El ascenso de Skywalker, la Primera Orden se alía con los Sith Eternos, un culto liderado por el Señor Oscuro de los Sith, el Emperador Palpatine, quien se revela que controlaba secretamente la Primera Orden a través de su gobernante títere, Snoke, antes de que este último fuera usurpado por Ren.

## Descripción
La Primera Orden es una junta militar inspirada por el imperio galáctico. La organización es liderada por una figura que asumió el título de Líder Supremo llamado Snoke. Aproximadamente treinta años después de la batalla de Endor.
Al igual que su predecesora, la Primera Orden emplea el uso de soldados de asalto, incluyendo variantes como flametroopers y snowtroopers, con este último utilizando snowspeeders de la Primera Orden. También utilizó artillería pesada Stormtroopers y Stormtroopers de control, de los cuales la capitana Phasma era una líder. La Primera Orden también utiliza cazas TIE, así como una variante de las fuerzas especiales y una nueva marca de Destructor Estelar de la que el Finalizer. Su base principal de operaciones era conocido como la Base Starkiller, un planeta de hielo convertido en una base espacial. La base albergaba una superarma capaz de destruir en su totalidad de sistemas estelares completos con solo un disparo. El General Hux estaba al mando de la base. 
Al igual que el viejo Imperio Galáctico, la Primera Orden empleó los servicios de sujetos sensibles a la Fuerza. Líder Supremo Snoke era conocido por ser una figura poderosa en el lado oscuro de la Fuerza, mientras Kylo Ren, quien trabaja bajo sus órdenes, es un miembro de los Caballeros de Ren.

## Historia ficticia

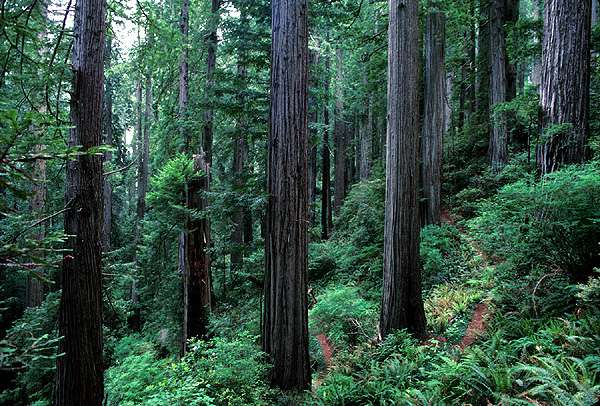
Secuoyas costeras, Sequoia sempervirens, en el Parque Nacional de las Secuoyas - Unidad Jedediah Smith, donde se rodaron las escenas del bosque lunar de Endor para Star Wars Episodio VI - El retorno del Jedi. Esta unidad del parque se encuentra en su totalidad en el condado de Del Norte, California.

### Entre los Episodios VI y VII
Durante la Guerra Civil Galáctica, la Alianza para Restaurar la República dio un golpe importante contra el Imperio Galáctico durante la Batalla de Endor. Con la muerte de emperador Palpatine y su aprendiz, Darth Vader, la batalla dejó al Imperio sin un líder. 
Pero la derrota definitiva llegaría un año después con la batalla de Jakku, en la cual el Imperio es derrotado definitivamente por la recién fundada Nueva República. La Nueva República impone estrictos tratados de desarme y castigos por sus acciones pasadas. Sin embargo, algunos de los antiguos líderes del Imperio no se someten a la Nueva República desarrollando su tecnología basándose en este, se unen en secreto para planear su regreso al poder. Este movimiento se convierte en la Primera Orden, al renacer de las cenizas del Imperio Galáctico y en respuesta a ella, algunos miembros de la república preocupados por la amenaza de esta organización, forman un grupo llamado la Resistencia respaldado en secreto por la Nueva República. La resistencia es liderada por Leia Organa e incluye a miembros de la antigua Alianza Rebelde como el almirante Ackbar, que había participado en el derrocamiento del imperio treinta años antes.
Durante su ascenso, la Primera Orden recibe la ayuda de los llamados Caballeros de Ren, una organización de seguidores del lado oscuro lideradas por Snoke quien a su vez toma control de la Primera Orden y con ella logran destruir a la nueva Orden Jedi que estaba siendo formada por Luke Skywalker quien se ve obligado a esconderse en algún punto de la galaxia. En dicha operación, tuvieron la ayuda del hijo de Han Solo y Leia Organa y antiguo aprendiz y sobrino de Luke Skywalker, Ben Solo, quien fue seducido al lado oscuro por Snoke y traicionó a su tío y maestro Jedi, siendo conocido como Kylo Ren. Desde entonces, tanto la primera orden como La Resistencia buscan al maestro Jedi, los primeros para acabar con él y la Resistencia en busca de ayuda, llevando sus investigaciones al planeta desértico Jakku.

### El despertar de la Fuerza (2015)
En la película, la Primera Orden está dirigida por una figura misteriosa llamada Snoke, quién ha asumido el título de Líder Supremo. Al igual que el Imperio ante ellos, la Orden domina una vasta fuerza de Stormtroopers, que emplean armas, incluyendo lanzallamas, sistemas portátiles de artillería de luz y equipo de control de disturbios, después de que un stormtrooper llamado FN-2187, ahora como Finn, los traicionara y escapará con Poe Dameron, el piloto de la Resistencia. La Primera Orden también utiliza versiones regulares y las fuerzas especiales de la venerable caza TIE del Imperio, así como una nueva clase de Destructores Estelares Imperiales. Su base principal de operaciones se encuentra en la base Starkiller, un planeta helado convertido en una fortaleza que alberga una superarma capaz de destruir sistemas estelares enteros desde una gran distancia. El comandante de la base de Starkiller es el general Hux, un joven oficial despiadado y dedicado a la Orden. 
Para destruir a la Resistencia, la Primera Orden utiliza la superarma de la Base Starkiller para disolver a la Nueva República mediante la destrucción de su capital en Hosnian Prime y los mundos circundantes. Mientras tanto, Ren tiene la tarea de encontrar a Luke, que desapareció unos años antes. Snoke siente que si Skywalker sigue viviendo, entonces los Jedi resurgirán en la galaxia. Ren no logra localizar a Luke, luego de ser vencido por Rey al sentir la fuerza en ella. Mientras de que Rey y Chewbacca, escaparan con Finn en coma, la Base Starkiller es destruida en un ataque sorpresa por la Resistencia, justo cuando estaba a punto de destruir la base de esta última en el planeta D'Qar. Por orden de Snoke, les ordenó que evacuaran la base y que se reunieran con él, para que Kylo Ren termine de completar su entrenamiento.

### Los últimos Jedi (2017)
En el episodio VIII, después de ser destruida la base del Starkiller, la Primera Orden detiene el escape de la Resistencia de su base. Poe Dameron destruye los cañones del destructor estelar que bombardeó la base de la Resistencia y la flota de bombarderos destruye todo el destructor.
Hux es reprimido por Snoke, quien le dice que rastrean al Raddus y las otras naves por el hiperespacio. Estos los encuentran en el espacio con una flota dirigida por el Supremacy, la nave de Snoke. Los cazas TIE destruyen el puente del Raddus y la Resistencia se queda con pocos líderes.
La flota de la Primera Orden sigue a las naves por el espacio hasta destruir la última nave que acompaña al Raddus. Siendo este el caso, toda la Resistencia escapa en sus transportes sin ser detectados, hasta que DJ avisa a la Primera Orden que están escapando por camuflaje, traicionando así a Finn y a Rose que fueron al Supremacy para desconectar el rastreador que rastrea a la Resistencia. El Supremacy destruye los transportes de los rebeldes, mientras tanto Snoke muere a manos de Kylo Ren y con Rey matan a los guardias pretorianos. La vicealmirante Holdo se sacrifica entrando a velocidad luz en el Raddus partiendo parte del Supremacy y otras naves dejando escapar a los transportes y a Finn, Rose y BB-8 después de asesinar a Phasma y en ese momento Kylo Ren se declara Líder Supremo.
La Primera Orden ataca la base de la Resistencia en Crait con sus caminantes acorazados dirigidos por Ren y Hux en la nave de Ren. Disparan a la puerta de la base con un gran cañón y en la entrada de este se presenta Luke Skywalker siendo disparado por todos los caminantes sin ningún rasguño.
Ren lo enfrenta y al abatirlo con su sable, este descubre que su tío siempre fue un holograma por la Fuerza para dejar escapar a la Resistencia en el Halcón. Entran a la base con sus tropas sin encontrar a nadie dando así que fueron derrotados en esa batalla.

### El ascenso de Skywalker(2019)
La Primera Orden está dirigida por el Líder Supremo Kylo Ren. El general leal Pryde, que sirvió a Palpatine en el Imperio, ahora se ha unido al general Hux en la cima de la jerarquía militar. Kylo Ren descubre un Palpatine con discapacidad física en el exilio en el mundo Sith Exegol. Palpatine revela que creó a Snoke como un títere para controlar la Primera Orden y ha construido una armada secreta de Destructores Estelares de clase Xyston llamada la flota Eterna Sith. En un intento por formar un nuevo Imperio Sith, Palpatine le promete a Kylo el control de la flota con la condición de que encuentre y mate a Rey, quien se revela como la nieta de Palpatine.
Kylo comienza a recorrer la galaxia en busca de Rey. La Resistencia adquiere información sobre la ubicación de Palpatine y se embarca en una búsqueda para encontrar Exegol. Se revela que el general Hux fue un espía dentro de la Primera Orden, debido a su disgusto por Kylo Ren; es ejecutado por el general Pryde por traición. Rey se enfrenta a Kylo Ren en Kef Bir en los restos de la segunda Estrella de la Muerte. Ella empala a Kylo después de que Leia lo distraiga llamándolo a través de la Fuerza. Rey cura a Kylo y huye. Luego, Kylo ve a su padre, Han Solo, a través de un recuerdo. Esto hace que Kylo abandone el lado oscuro y reclame su identidad como Ben Solo. Palpatine le ordena a Pryde que elimine a Kijimi como una muestra de fuerza y transforma la Primera Orden en la Orden Final.
Después del aliento del espíritu de Luke Skywalker, Rey usa su antiguo ala X T-65B para viajar a Exegol, y también dirige a la Resistencia allí. Finn y Poe se enfrentan a la flota Sith mientras Rey se enfrenta al mismo Palpatine. Lando Calrissian y Chewbacca llegan con refuerzos de toda la galaxia, y logran destruir la flota Sith. Con la ayuda de Ben y los espíritus de Jedi anteriores, Rey finalmente destruye a Palpatine para siempre. La galaxia se levanta contra la Primera Orden, destruyéndola finalmente después de 14 años de existencia y poniendo fin a un total de 54 años de gobierno imperial.

## Miembros importantes

### Muertos
- Kylo Ren: Comandante de los Caballeros Ren y de la Primera Orden, su nombre real es Ben Solo, hijo de Han Solo y Leia Organa y antiguo aprendiz y sobrino de Luke Skywalker, que decidió seguir el camino del Lado Oscuro guiado por Snoke, convirtiéndose en su aprendiz (pero no es un sith). Es el enemigo oficial de Rey y Finn. Se convierte en el nuevo Líder Supremo de la Primera Orden, al asesinar a Snoke. Después de redimirse al final, se sacrifica al traspasar su fuerza a Rey, quién destruyo a Palpatine.
- Hux: General de la Primera Orden y de la Base Espacial Starkiller, una de las mayores figuras militares del Imperio. Se reveló que él era el espía de la Resistencia, y es asesinado por el General Pryde.
- Snoke: Líder Supremo de la Primera Orden y de los Caballeros Ren. Fue asesinado y traicionado por su propio aprendiz, Kylo Ren.
- Phasma: Capitana de la Primera Orden, posee una armadura cromada que le distingue del resto de tropas. Fue derrotada a manos de Finn.

### Filmografía
- Abrams, J.J. (2015). Star Wars: Episodio VII - El despertar de la Fuerza. Walt Disney Pictures.

- Datos: Q20501234
- Multimedia: First Order / Q20501234